# Midnight Sun (film)
Pour les articles homonymes, voir Midnight Sun.
Pour plus de détails, voir Fiche technique et Distribution.
Midnight Sun ou Soleil de minuit au Québec est un film dramatique américain réalisé par Scott Speer, sorti en 2018. C'est un remake du film japonais Taiyō no uta sorti en 2006.

## Synopsis
Katie Price est atteinte d'une maladie appelée xeroderma pigmentosum (XP). Cette infirmité l'oblige à rester enfermée chez elle le jour, car le soleil lui est néfaste ; elle n'est donc autorisée à sortir que la nuit. Son amie d'enfance, Morgan, passe la voir tous les soirs pour lui consacrer du temps. Depuis son enfance, elle est amoureuse de son voisin Charlie, qu'elle voit tous les jours depuis sa chambre, puisque ce dernier passe à côté de chez elle lorsqu'il va en cours ou à la piscine.
Ayant obtenu son diplôme, son père, Jake Price, lui fait la surprise de lui offrir la guitare de sa mère. Ne supportant plus de rester cloîtrée, Katie demande à son père la permission de sortir un soir. Se rendant à la gare située près de chez elle, avec la guitare de sa mère, alors qu'elle chante devant des passants, Charlie croise son chemin, mais elle prend la fuite, laissant tomber son carnet par inadvertance (que le jeune homme récupère). Le lendemain soir, Katie recroise Charlie, mais accepte cette fois sa compagnie et ce dernier lui rend ce qui lui appartient : son carnet, où il a découvert que la jeune fille écrit des chansons. Les deux jeunes gens discutent et Charlie avoue à Katie avoir arrêté la natation, car il s'est blessé et a subi une opération. Il travaille sur un bateau et promet à Katie de l'emmener y faire un tour.
Un soir, Katie confie à son père qu'elle voudrait mener une vie normale comme toutes les filles de son âge et ne plus être considérée comme une malade. Elle passe de plus en plus de temps avec Charlie, et les deux jeunes gens échangent un premier baiser sur son bateau. La jeune fille décide de présenter le jeune homme à son père, et ceux-ci sympathisent. Pour célébrer leur relation, Charlie emmène Katie à Seattle pour lui faire visiter la ville et assister à un premier concert. Katie chante également pour la première fois devant un public. Mais après avoir pris un bain de minuit et passé la nuit à la belle étoile sur la plage, le temps passe tellement vite que Katie se rend compte qu'il ne lui reste que 10 min pour rentrer chez elle avant le lever du soleil. Affolée, Katie court comme une dératée pour rentrer, mais Charlie la dépose à temps, ne comprenant pas la raison de son attitude. Morgan décide de lui avouer la vérité sur sa maladie et, en rentrant chez lui, Charlie fait des recherches sur Internet. Ayant été exposée peu de temps au soleil, Katie consulte le Dr Paula Fleming qui lui apprend que sa maladie est en progression et que la prochaine exposition au soleil peut lui être fatale. Un soir, Katie décide d'écrire une lettre pour Charlie, au cas où sa maladie finirait par l'emporter.
Se sachant condamnée, elle inscrit son père sur un site de rencontres pour que celui-ci se trouve une compagne, ce qu'il n'a plus fait depuis la mort de sa mère. Charlie rend visite à Katie en effectuant la livraison d'un repas chinois et reproche à la jeune fille de ne lui avoir rien dit sur sa maladie. Elle veut rompre, mais Charlie la convainc de se donner une chance, malgré sa maladie. Charlie lui fait une autre surprise : il l'invite dans un studio d'enregistrement pour qu'elle puisse chanter et se faire connaitre. Un jour, lors du coucher du soleil, Katie souhaite partir en bateau avec Charlie. Son père accepte et Katie passe le plus beau moment de sa vie avec le garçon qu'elle aime. Le lendemain, Katie meurt de sa maladie. Ses cendres sont dispersées dans la mer. Le décès de la jeune fille a rapproché Jack et Charlie, et un jour, Jack reçoit un message de Charlie à son travail et entend la chanson de sa fille (dédiée à Charlie) à la radio. Le jeune homme lit la lettre de sa défunte bien-aimée, tout en écoutant sa chanson, et décide d'aller de l'avant.

## Fiche technique
Sauf indication contraire, les informations mentionnées dans cette section peuvent être confirmées par la base de données cinématographiques IMDb,  présente dans la section « Liens externes ».
- Titre original et français : Midnight Sun
- Titre québécois : Soleil de minuit
- Réalisation : Scott Speer
- Scénario : Eric Kristen
- Décors : Eric Fraser
- Photographie : Karsten Gopinath
- Musique : Nate Walcott
- Montage : Michelle Harrison et Tia Nolan
- Casting : Rich Delia
- Production : John Rickard, Zack Schiller
  - Production déléguée : David Boies, James McGough, Alan Ou, Hiroki Shirota
- Société de production : Boies / Schiller Film Group, Rickard Pictures
- Distribution : Open Road Films (États-Unis), Paramount Pictures (France)
- Pays d'origine : États-Unis
- Langue originale : anglais américain
- Genre : drame, romance
- Dates de sortie[2] :
  -  États-Unis : 23 mars 2018
  -  France : 13 juin 2018

## Distribution
- Bella Thorne (VF : Barbara Probst ; VQ : Geneviève Bédard) : Katie Price
- Patrick Schwarzenegger (VF : Pierre Boulanger ; VQ : François-Nicolas Dolan) : Charlie Reed
- Rob Riggle (VF : Constantin Pappas ; VQ : François Trudel) : Jack Price, le père de Katie
- Quinn Shephard (VF : Anne-Clotilde Rampon ; VQ : Célia Gouin-Arsenault) : Morgan
- Ken Tremblett : Mark Reed
- Suleka Mathew (VF : Micky Sébastian) : Dr Paula Fleming
- Jennifer Griffin : Barb Reed
- Nicholas Coombe (VF : Julien Bouanich ; VQ : Nicolas Poulin) : Garver
- Tiera Skovbye (VF : Marianna Granci ; VQ : Juliette Garcia) : Zoe Carmichael
- Norm Misura : Fred
- Austin Obiajunwa (VF : Olivier Dote-Doevi) : Owen
- Alex Pangburn (VF : Alexandre Bierry) : Wes
- Guy Christie : Coach
- Paul McGillion : Blake Davis
- Donny Lucas : Ingénieur du son au studio d'enregistrement
- Allyson Grant : Theresa Price
- Jaeda Lily Miller (VF : Oriane Solomon) : Zoe Carmichael, à 7 ans
- Ava Dewhurst (VF : Lévanah Solomon) : Katie, à 7 ans
- Kiefer O'Reilly : Charlie, à 7 ans
- Audrey Smallman (VF : Élina Solomon) : Morgan, à 7 ans
- Jacqueline King : Jessica Rollins

Photos des acteurs
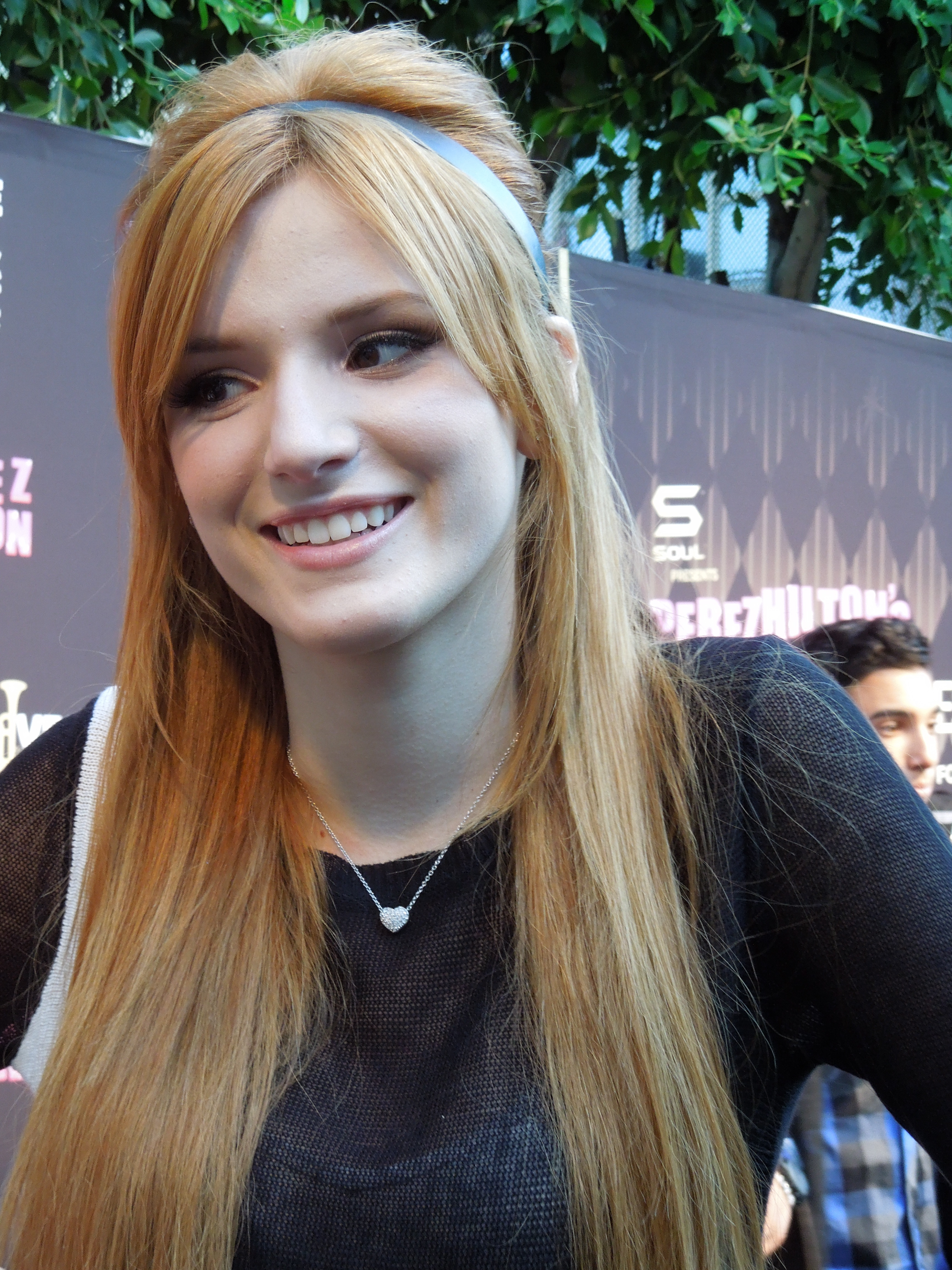
Bella Thorne dans le rôle de Katie.
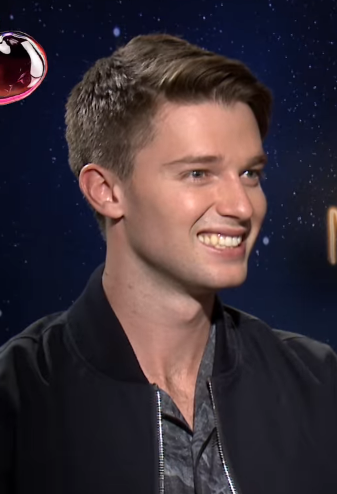
Patrick Schwarzenegger dans le rôle de Charlie.
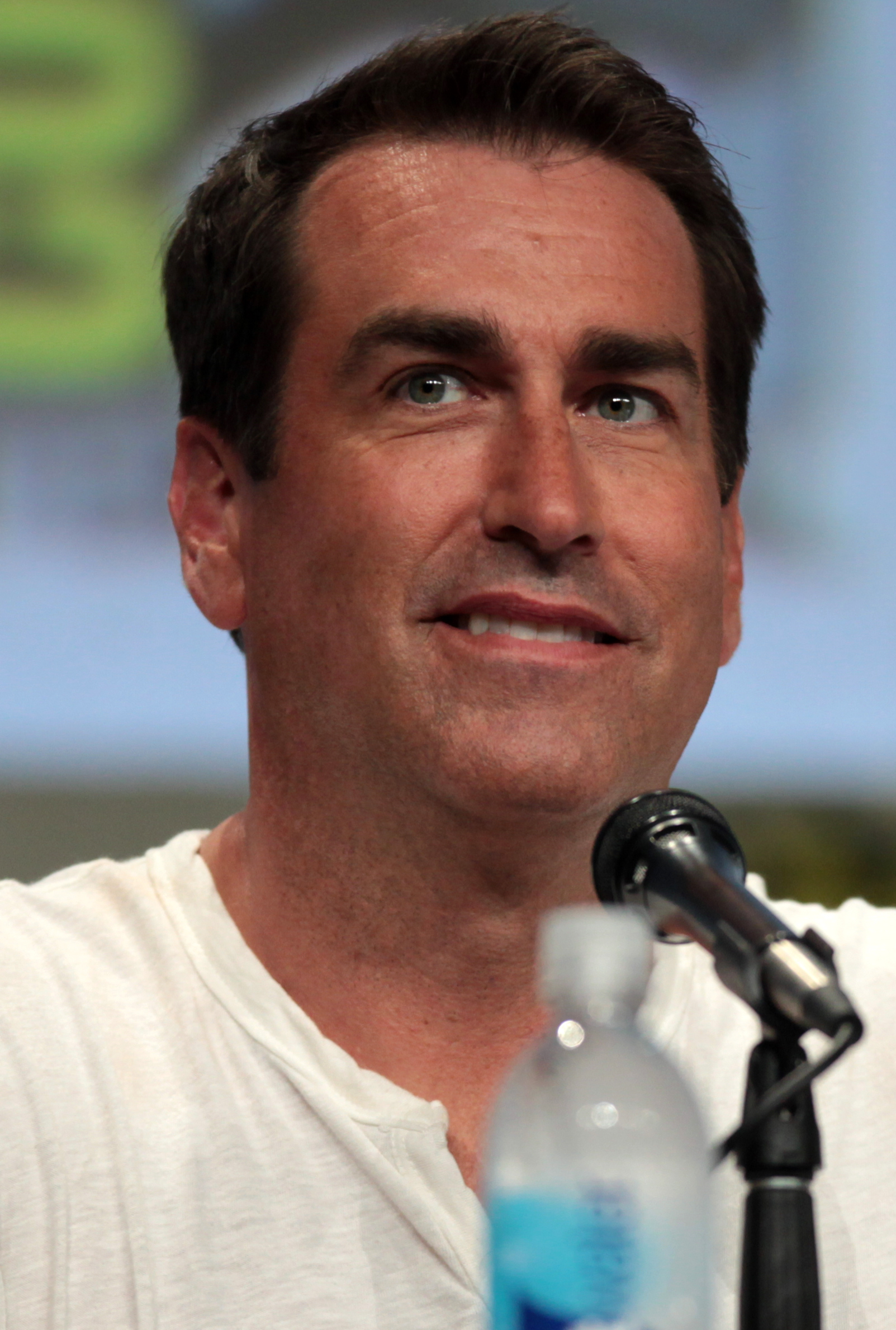
Rob Riggle dans le rôle de Jack.
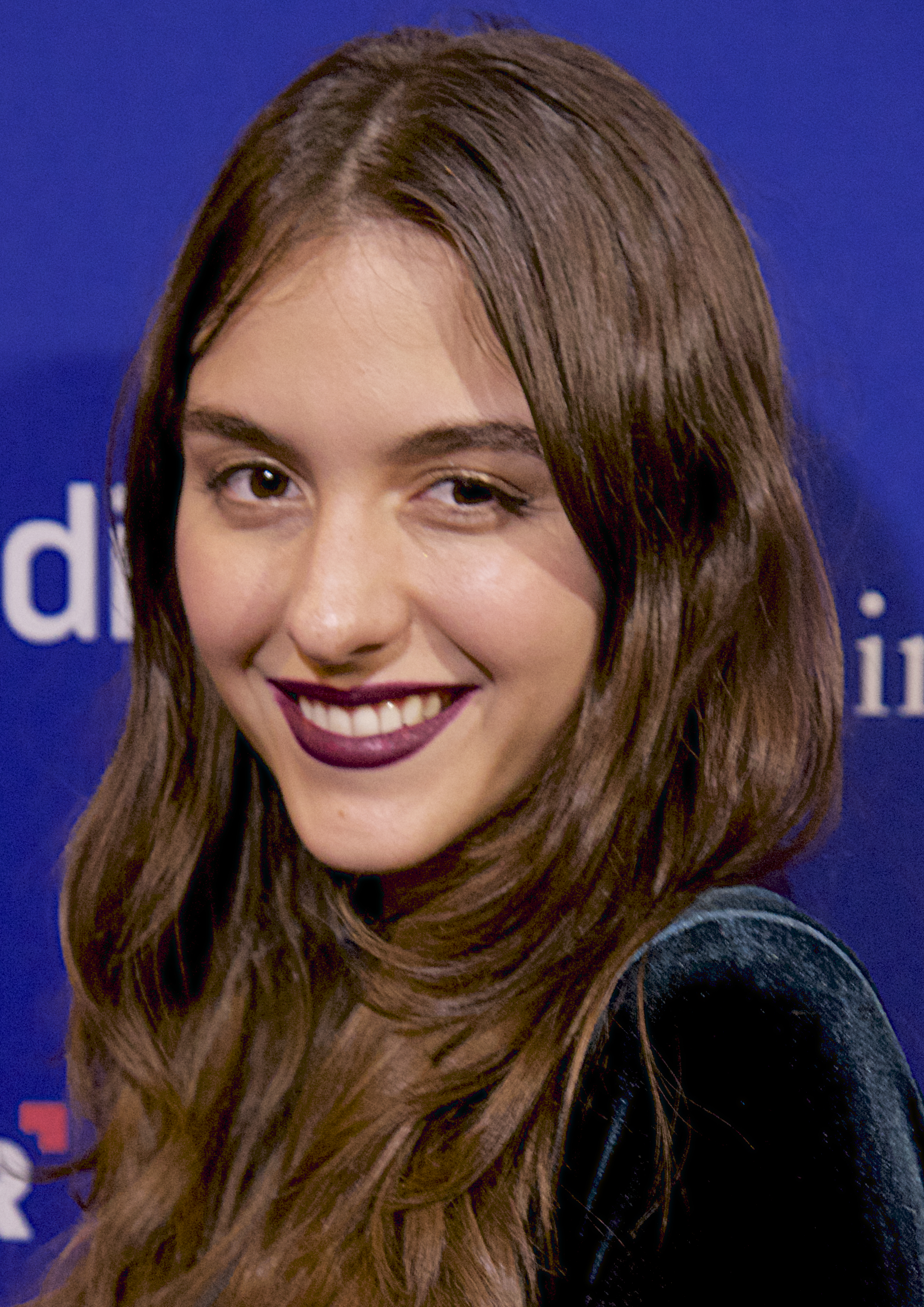
Quinn Shephard dans le rôle de Morgan.

## Production

### Développement
Le 22 juin 2015 a été annoncé que Scott Speer réalisera le film dramatique Midnight Sun sur un scénario d'Eric Kristen adapté du film japonais Taiyō no Uta. Il a été également annoncé que Bella Thorne interprétera le rôle de Katie et Patrick Schwarzenegger celui de Charlie.
Ce film est financé par la société de production Boies /Schiller Film Group et sera produit par Zack Schiller et John Rickard.

### Distribution des rôles
Le 9 octobre 2015, Rob Riggle a rejoint le casting pour le rôle de Jack.

### Tournage
Le tournage du film a débuté le 12 octobre 2015 à Vancouver, en Colombie-Britannique.

### Bande originale
Midnight Sun (Music From And Inspired By The Motion Picture) est la bande originale du film. Il s'agit d'une compilation des chansons entendues dans le film, interprétées par l'actrice et chanteuse Bella Thorne et divers artistes comme White Sea, Waters, Adriel, Mia Wray ainsi que des compositions de Nate Walcott.
| No  | Titre                        | Artiste           | Durée |
| --- | ---------------------------- | ----------------- | ----- |
| 1.  | Burn so Bright               | Bella Thorne      | 3:21  |
| 2.  | Reaching                     | Bella Thorne      | 2:44  |
| 3.  | Warsaw                       | White Sea         | 3:52  |
| 4.  | What's Real                  | Waters            | 3:26  |
| 5.  | Stockholm                    | Adriel            | 3:13  |
| 6.  | Sweetest Feeling             | Bella Thorne      | 2:06  |
| 7.  | Walk with Me                 | Bella Thorne      | 3:24  |
| 8.  | Where I Stand                | Mia Wray          | 3:22  |
| 9.  | Let the Light In             | Bella Thorne      | 3:17  |
| 10. | Katie's House                | Nathaniel Walcott | 2:16  |
| 11. | Mom's Guitar                 | Nathaniel Walcott | 1:36  |
| 12. | I'm Old School Too           | Nathaniel Walcott | 0:52  |
| 13. | Facts                        | Nathaniel Walcott | 0:42  |
| 14. | Chili Party                  | Nathaniel Walcott | 0:40  |
| 15. | Boat Dock Talk               | Nathaniel Walcott | 1:17  |
| 16. | Sailing Sounds Perfect       | Nathaniel Walcott | 1:15  |
| 17. | Wanna Go out on a Real Date? | Nathaniel Walcott | 1:22  |
| 18. | I'm Not Swimming             | Nathaniel Walcott | 1:21  |
| 19. | Skinny Dip Kiss              | Nathaniel Walcott | 1:57  |
| 20. | Sunrise                      | Nathaniel Walcott | 1:58  |
| 21. | Triggering Event             | Nathaniel Walcott | 1:35  |
| 22. | That Would Be Fine           | Nathaniel Walcott | 0:53  |

## Distinctions
Nominations :
- 2018 : 20e cérémonie des Teen Choice Awards :
  - Meilleur film dramatique
  - Meilleur acteur dramatique pour Patrick Schwarzenegger
  - Meilleure actrice dramatique pour Bella Thorne
  - Meilleure alchimie pour Bella Thorne & Patrick Schwarzenegger